# Charlie Hatton
Charlie Hatton, né le 23 février 1998, est un cycliste britannique spécialiste de la descente VTT. Il est champion du monde de descente en 2023.

## Biographie
Charlie Hatton est originaire de la forêt de Dean et il commence le VTT avec ses frères aînés Sam et Joe.
Hatton rejoint le programme Atherton Racing en 2018, géré par Rachel et Gee Atherton. En 2021, il participe à la Coupe du monde de descente pour les vélos Atherton. En 2022, il signe un contrat de trois ans avec Continental Atherton. Hatton a décrit la signature du contrat comme une « évidence » pour aider les frères et sœurs Atherton à développer Atherton Downhill Bikes. 
Il participe aux mondiaux de descente de Fort William en août 2023. Devant son public et sur un parcours rendu difficile par la pluie, il crée la surprise en devenant  champion du monde de descente avec 0,6 seconde d'avance sur l'Autrichien Andreas Kolb. 

## Palmarès

### Championnats du monde
- Val di Sole 2016
  - 6e de la descente juniors
- Fort William 2023
  -  Champion du monde de descente

### Coupe du monde
- Coupe du monde de descente
  - 2023 : 28e du classement général
  - 2024 : 17e du classement général

### Championnats de Grande-Bretagne
- 2017
  - 2e de la descente
- 2019
  - 2e de la descente
- 2021
  - 2e de la descente